# Art Vista
Art Vista d.o.o. је српско предузеће за филмску, телевизијску и биоскопску дистрибуцију, основано 1996. године. Оснивач је Зоран Цветановић, а директор Небојша Ћетковић. У власништву предузећа налазе се биоскопи Roda Cineplex у Београду и Arena Cineplex у Новом Саду.
Art Vista још од свог оснивања 1996. године активно учествује у стварању биоскопске мреже у Србији. Једно је од првих приватних предузећа у Србији које се бави приказивачком делатношћу, пратећи највише светске стандарде у погледу биоскопске опреме и пратећих садржаја у приказивању.

## Историја
Још 1996. године Art Vista отвара свој први биоскоп — биоскоп Вук који се налазио у простору данашњег Театра Вук на Звездари.
Након тога, 28. августа 1997. отворен је биоскоп Roda као први приватни биоскоп на Чукарици. Овај биоскоп 2002. постаје Roda Cineplex, комплетно реновиран и дигитализован, са новим ентеријером и три сале опремљене најсавременијом биоскопском опремом. Све сале биоскопа Roda Cineplex су опремљене последњом генерацијом дигиталних пројектора Barco, 3D модулаторима, као и Dolby опремом за репродукцију звука.
Године 2010. Art Vista отвара свој први биоскоп ван Београда — реконструкцијом и адаптацијом биоскопа Arena у Новом Саду отворен је модеран Arena Cineplex са шест биоскопских сала у складу са најновијим светским стандардима. Реконструкцијом и адаптацијом старог биоскопског простора добијен је први мултиплекс у Војводини, са шест опремљених сала, укупног капацитета од скоро 1.000 места, као и угоститељским објектом.